# Kami (god)

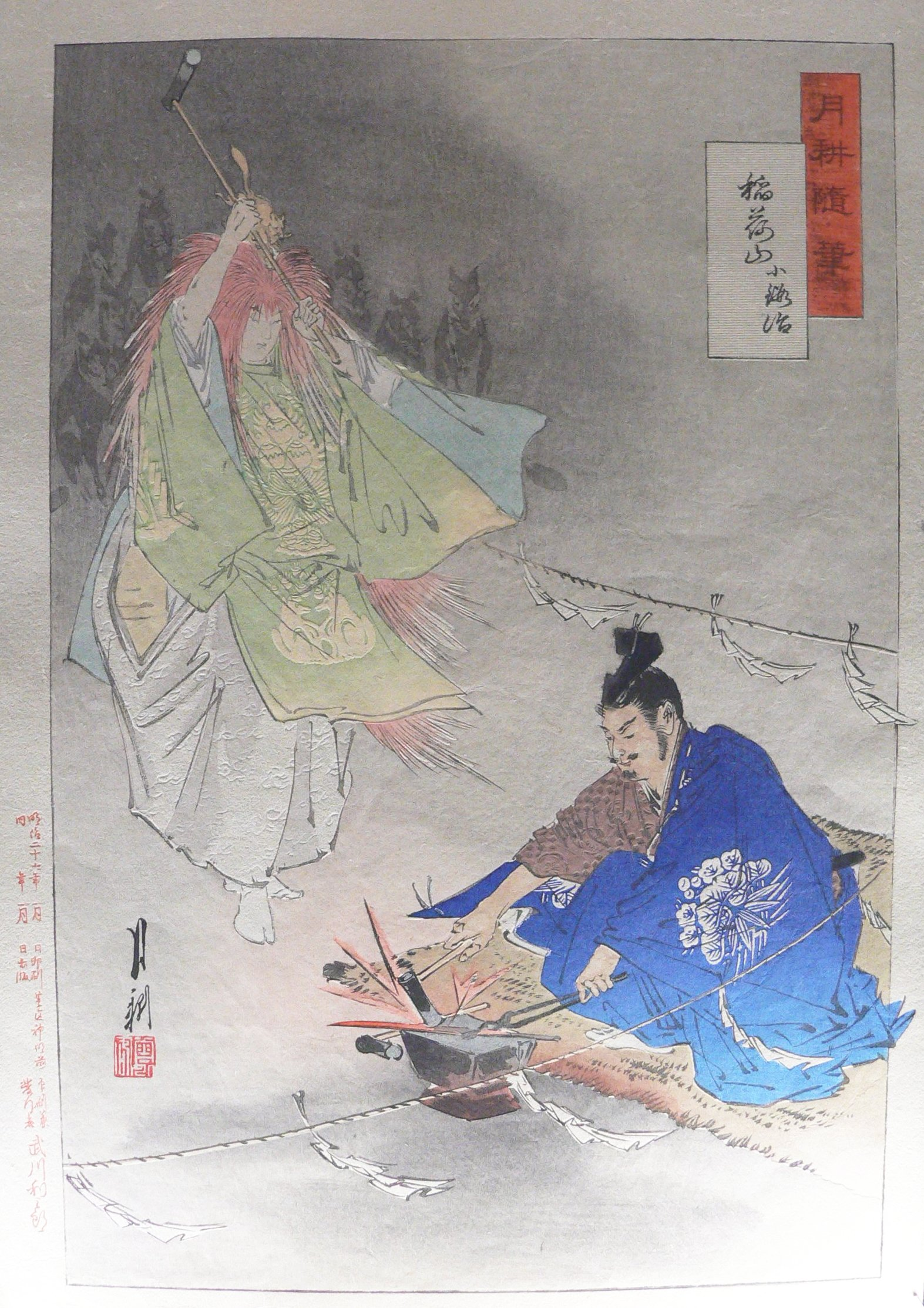
Smid Munechika (10e eeuw), geholpen door een kitsune, smeedt het zwaard ko-kitsune-maru (kleine vos). De kami wordt uitgebeeld door een vrouw omringd door vossengeesten, 1873

Kami (Japans: 神) zijn de geesten, goden, voorouders of natuurlijke krachten die aanbeden worden door de volgers van het shintoïsme. Ze tonen zich aan de mensen via een yorishiro, een medium voor de geest van de kami, meestal een natuurlijk element als de wind, rotsen, bomen.
In het Westen bestaat er geen vergelijkbaar concept, wat het moeilijk maakt kami te vertalen of beschrijven. Meestal wordt het woord 'god' gebruikt om ernaar te verwijzen, wat soms misleidend kan zijn omdat het Japanse beeld van "god" erg verschilt van het Westers beeld. Het Japanse begrip kami is het best te vergelijken met Deva (Sanskriet) en Elohim (Hebreeuws), die beide ook verwijzen naar goddelijke wezens of geesten.

## Etymologie
De meest aangenomen etymologie was dat het woord kami afkomstig was van 上 (kami), wat 'boven' betekent. Dit staat beschreven in Religions in Japan (1955) van W.K. Bunce. Door een vage omschrijving leidde het echter tot een misverstand. Het begrip kami komt van het concept van het 'hogere', maar niet van de kanji zelf. Volgens de indeling van de woorden die voorkomen in de Manyo'shu, is kami met de betekenis 'boven' een kō-type woord en kami als 'god' een otsu-type. Dit houdt in dat de uitspraak van beide woorden in het Japans van de Naraperiode (710-784) anders was, waardoor het vrij zeker is dat beide woorden etymologisch niet verwant zijn aan elkaar.
Omdat deze verklaring fout is en de andere voorstellen lang niet zo populair waren, bestaat er geen algemeen aanvaarde etymologische verklaring van het woord kami.

## Geschiedenis
Over het bestaan van kami wordt allereerst in de Kojiki en de Nihonshoki geschreven. Ze beschrijven de ontstaansmythe van Japan en de verschillende kami die er een rol in speelden.

### Yayoiperiode (ca. 300 v.Chr.-300 n.Chr.)
Historici kunnen niet met zekerheid zeggen of de verering van kami al begon in de Jōmonperiode (ca. 11.000-300 v.Chr.), omdat de jager-verzamelaars nog geen schrift kenden, maar er is wel bewijs gevonden dat er rituelen voor verering bestonden in de Yayoiperiode.
Het Yayoivolk kwam van het continent (mogelijk het huidige Korea of China) en bracht de rijstteelt met zich mee. Daarbij hoorden zaai- en oogstrituelen die sterk lijken op de shintoïstische rijstrituelen die vandaag nog op het Japanse platteland voorkomen. Ook zijn er verschillende soorten voorwerpen gevonden die een mogelijke symboliek hadden in de Yayoicultuur. Voorbeelden zijn vrouwelijke vruchtbaarheidsbeelden, stenen knuppels, magatama en heilige zwaarden.
De meerderheid van de ujigami dateren ook uit deze periode. Goddelijke voorouders gaven clans een sociaal hogere positie. Toen de Yamato-clan aan invloed bleef winnen in de derde en vierde eeuw kreeg de zonnegodin Amaterasu, de goddelijke voorouder van de Yamato-clan, een belangrijkere plaats in de Japanse maatschappij. Vandaag de dag is zij nog steeds de belangrijkste ujigami in het Shintoïsme.

### Yamato staat (300-645)
In 538, tijdens de overheersing van de Yamato-clan in het zuiden en westen van de Kanto-vlakte, kwam het eerste grote gezantschap van boeddhistische missionarissen naar Japan. De nieuwe godsdienst werd met open armen ontvangen en in 592 werd het boeddhisme zelfs tot officiële godsdienst van het hof uitgeroepen.
Het boeddhisme en het shintoïsme sloten elkaar niet uit maar groeiden naast elkaar, wat tot de ontwikkeling van ryobu shintō, ook shingon shintō genoemd ('dubbele shinto') leidde. De leer van de Shingon-school hield onder meer in dat de kami manifestaties waren van boeddhistische goden. De verschillende kami werden gekoppeld aan een passende boeddhistische godheid. Zo werd Amaterasu geïdentificeerd als Mahāvairocana.

### Vandaag de dag
In de Kojiki wordt vermeld dat er acht miljoen kami zijn. Acht is een heilig getal in de Japanse mythologie dat ook 'veel' betekent, dus hiermee wordt bedoeld dat er een oneindig aantal kami bestaan. Aan deze oneindige hoeveelheid worden er tot op de dag van vandaag nog vaak nieuwe kami toegevoegd. De geest van keizer Meiji wordt zo in de Meiji-jingū te Tokio vereerd.
De kami van vandaag zijn helemaal niet exclusief Japans. Ze zijn door de tijd heen sterk beïnvloed door of overgenomen uit andere culturen en godsdiensten, zoals het boeddhisme en het taoïsme.

## Plaats in het shintoïsme
Shintō draait rond de verering van bovennatuurlijke wezens, kami, die de natuur en het menselijke leven regelen. Er bestaan ontelbaar veel kami, waarvan ook een groot deel overgenomen is uit andere culturen.
Het shintoïsme heeft geen stichter of geschreven voorschriften, maar heeft wel bronnen in historische teksten als de Kojiki, Nihonshoki en de Manyō'shu en is waarschijnlijk in de late Yayoiperiode (ca. 300 v. Chr. - 300 n.Chr.) ontstaan, toen rijstteelt werd geïntroduceerd en men tot spirituele wezens begon te bidden voor een goede oogst.
Die 'goden' waren kami en waren alom aanwezig, zoals ze ook nu nog worden beschouwd. Omdat de kami zich tonen via een medium dat kan variëren tussen natuurlijke elementen als stenen, dieren of bomen en voorwerpen die door mensen gemaakt zijn als spiegels en zwaarden, is er geen permanente schrijn nodig om de kami te aanbidden. Plaatsen waar kami aanwezig zouden zijn worden wel vaak met een shimenawa met shide versierd. Zo zijn er bomen en zelfs rotsen waar er shimenawa rond hangen. Aan shintō-heiligdommen worden ook shimenawa met shide gehangen.
Kami in het shintoïsme zijn niet verankerd aan één plaats. Ze kunnen zich vrij bewegen en bezoeken zo ook op bepaalde tijdstippen de heiligdommen op aarde die aan hen gewijd zijn, waar de mensen komen bidden tot hen.
De twee belangrijkste manieren waarop mensen contact kunnen zoeken met de kami is het tempelbezoek en op matsuri, een soort van festivals.

### Klassieke Mythologie
Het scheppingsverhaal als beschreven in de Kojiki en de Nihonshoki staat ook centraal in het shintoïsme. Dit vertelt het verhaal van de godheden Izanagi-no-Mikoto en Izanami-no-Mikoto en de andere kami die na hen kwamen. 

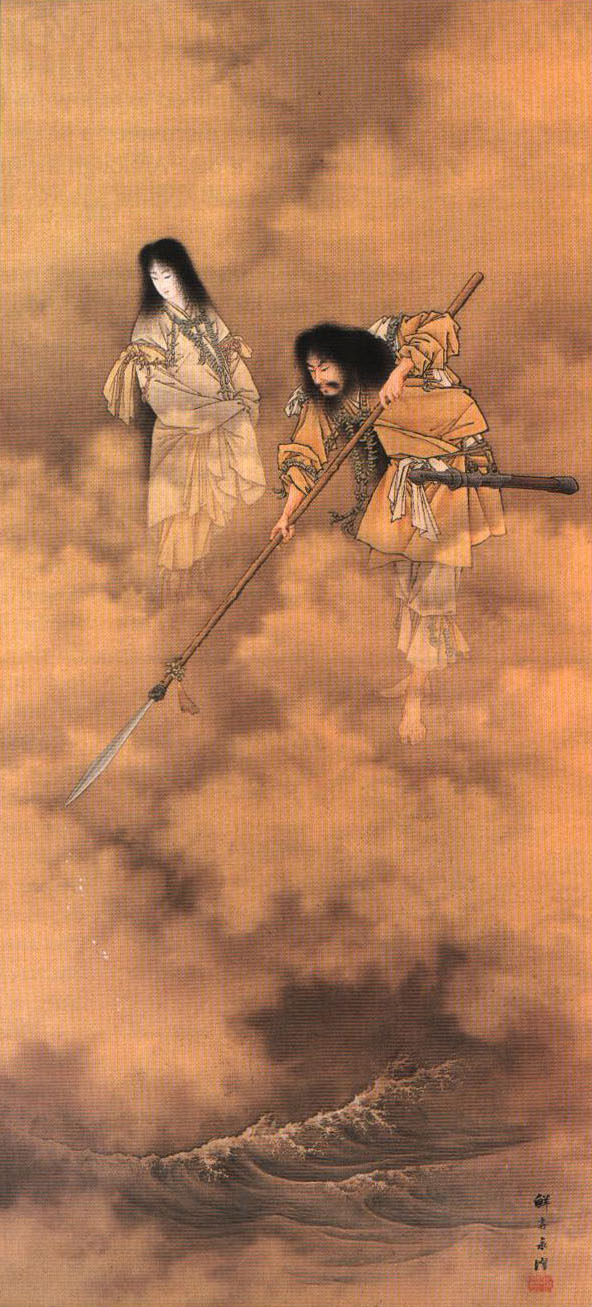
Izanagi-no-Mikoto en Izanami-no-Mikoto

Eerst was er een massa energie genaamd chaos, waaruit yin en yang zijn ontstaan. Door de interactie van die twee krachten ontstonden op hun beurt een vlakte en drie kami, de hitorigami genaamd. Zij spelen in de latere verhalen geen rol meer. Izanagi en Izanami kwamen een aantal generaties na de hitorigami. In de meeste overleveringen zijn ze man en vrouw, maar in sommige broer en zus. Ze krijgen de opdracht het land verder te ontwikkelen. Door te roeren met een speer in een massa oerenergie en een paar druppels te laten vallen ontstaan de eilanden van Japan.
Later sterft Izanami bij de geboorte van haar zoon Kagu-tsuchi, de vuurgod, en gaat naar de onderwereld, Yomi no Kuni. Izanagi doodt het vuurkind en gaat haar achterna. Doordat hij Izanami's ontbindende lichaam ziet doorbreekt hij een taboe en is hij meteen bezoedeld. Izanami stuurt de heksen van Yomi no Kuni op Izanagi af en uiteindelijk sluit Izanagi de doorgang naar de onderwereld af met een paar rotsen. Hierdoor is de taboe terug hersteld, maar om zichzelf te ontdoen van zijn bezoedeling moet Izanagi zich nog wassen en zo ontstaan de nieuwe kami. Uit zijn linkeroog komt de zonnegodin Amaterasu, uit zijn rechteroog de maangod Tsukiyomi en uit zijn neus de stormgod Susano'o. Izanagi en Izanami verdwijnen dan van het toneel en het verhaal richt zich verder op Amaterasu.
Wanneer haar broer Susano'o taboes blijft doorbreken en zijn woede-uitbarstingen niet onder controle krijgt, sluit Amaterasu zich op in de Ama-no-Iwato, een hemelse grot. Omdat zij de godin van de zon is, wordt de hele wereld duister en zoeken de andere kami naar manieren om Amaterasu terug naar buiten te krijgen. Ze slagen hier uiteindelijk in dankzij zang en dans en Susano'o wordt uit de hemel verbannen.
De volgende verhalencyclus draait om Ninigi-no-Mikoto, kleinzoon van Amaterasu, die naar de aarde neerdaalt om de aardgoden te onderwerpen en zo de chaos die er op aarde heerst tegen te gaan. Hij land op een berg in Kyushu en heeft drie voorwerpen bij zich, meegegeven door Amaterasu. Het zijn het zwaard kusanagi, de spiegel yata no kagami, en het juweel yasakani no magatama. Deze drie voorwerpen zijn tevens symbool dat de keizer zelf afstammeling is van Amaterasu. Keizer Jimmu, de eerste keizer van Japan, was de afstammeling van Ninigi-no-Mikoto.

## Plaats in de Japanse Maatschappij
De plaats van de kami in het dagelijkse leven van de Japanners is vooral verbonden met de plaats van het shintoïsme, maar ook met die van het boeddhisme.
De twee levensbeschouwelijke strekkingen bestaan nu naast elkaar en hebben beide een grote invloedssfeer. Zo beschouwen de meeste Japanners zich beide shintoïst en boeddhist. Het boeddhisme wordt vooral geassocieerd met het hiernamaals en verlossing en houdt zich vooral bezig met de begrafenisrituelen. Huwelijken zijn dan weer meer voor het aardse shintoïsme.
Deze ceremonies zijn niet de enige momenten waarop de Japanners in contact komen met de kami.
Het beste voorbeeld is het tempelbezoek, waarbij mensen hun eerbied en wensen aan de goden komen uiten. Die vinden meestal plaats op festivaldagen als nieuwjaar, shogatsu matsuri en Obon. Maar ook op doordeweekse dagen bezoeken mensen de jinja voor hulp of bijstand van de goden. Bij de jinja staat er ook vaak een standje met omikuji, kleine papiertjes waarop je geluk of ongeluk beschreven staat. Het is een manier voor de kami om je te waarschuwen.
Ook zijn er geluksbrengers, omamori, te koop. Deze amuletten bevatten de ziel van de kami, die je dan bijstaat in de moeilijke tijden. Er bestaan verschillende soorten, van veilig reizen tot geluk in de studies.
Ook houden Japanners zich thuis bezig met het vereren van kami; Het gaat dan om voorouderverering, waarbij men eten en rijstwijn offert op een klein huisaltaartje aan de zielen van de overleden voorouders.

## Onderscheid
Hoewel er geen algemene indeling van de verschillende kami is, wordt er meestal onderscheid gemaakt tussen de kami die in de hemel, takama no hara, leven en zij die op aarde vertoeven. Dit zijn de twee grote groepen.
Takama no hara (高天原) betekent 'Hoge Velden van de Hemel' en is de plaats voor de hemelse kami, de amatsukami (天津神). Hun heerser is Amaterasu Omikami. Een andere benaming voor Takama no Hara is uwatsukuni (上つ国), de hogere wereld. De hemel van de goden is verbonden met de aarde via de Ame no Ukihashi (天浮橋), een brug. De aardse kami heten kunitsukami (国津神) en de wereld van de mensen Ashihara no Nakatsukuni (葦原中国). De onderwereld wordt Ne no Shitatsukuni (根の下つ国) genoemd.
- Er zijn ook ontelbaar veel ujigami, beschermgoden van clans of dorpen. Een voorbeeld hiervan is Amaterasu Omikami, kami van de zon.
- Opvallende geografische kenmerken als bergen, rivieren en watervallen of andere natuurverschijnselen kunnen ook gezien worden als kami en zo aanbeden worden. De kamikaze[12], 'goddelijke wind', is hier een goed voorbeeld van.
- Er bestaan goedaardige boeddhistische en taoïstische goden en demonische wraakgoden die problemen op aarde veroorzaken, maar shinto kent geen duidelijke scheiding tussen goed en kwaad. Alles heeft positieve en negatieve kanten en de omgeving en omstandigheden bepalen van welke kant de kami zich laat zien. Een tijdelijke verstoring van de natuurlijke orde ligt aan de basis van de slechte daden die een oni, demon, aanricht. Voorbeelden van kwade geesten die ook positief gezien kunnen worden zijn de tengu en de gedaanteverwisselende vosgeesten, die ook geassocieerd worden met de rijstgod Inari.
- Geesten van voorouders van families worden volgens het shinto-geloof ook een kami na hun dood. Familieleden vereren ze aan kleine huisaltaartjes genaamd kamidana, 'godenplank'. Elke ochtend zet een lid van de familie kleine kopjes sake en kommetjes met rijst en groenten op het altaar. De geest van Keizer Meiji is hier ook een voorbeeld van, hoewel de Meiji-cultus veel uitgebreider is en hij zelfs een eigen heiligdom heeft in Tokio.

## Voetnoten
1. ↑  'Collectie van tienduizend bladzijden', een bundeling van gedichten en geschreven rond 760.
2. ↑  'Kroniek van oude zaken', oudst overgeleverd boek over de Japanse geschiedenis. Geschreven in 721.
3. ↑  'De kronieken van Japan', boek over de Japanse geschiedenis sinds de schepping tot de eigen tijd. Uitgebreider dan Kojiki. Geschreven in 720.
4. ↑  Spiegels die gebruikt werden in shintoïstische ceremonies.
5. ↑  De beschermgoden of voorouders die horen bij de oudste Japanse clans.
6. ↑  'Grote zon Boeddha', in het Japans getranscribeerd als Dainichi Nyorai.
7. ↑  Jingū zijn heiligdomcomplexen met een speciale betekenis of status en bevatten meerdere gebouwen.
8. ↑  Een soort heilig koord gemaakt van rijststro.
9. ↑  Papieren stroken die op een bepaalde manier zijn gevouwen.
10. ↑  Afdaling van de hemelse kami naar de aarde: Tenson Kōrin.
11. ↑  Boeddhistisch feest waarbij de jaarlijkse terugkeer van de doden naar hun voorouderlijk huis wordt gevierd.
12. ↑  Tyfoon die Japan in de 13e eeuw redde van een invasie van de Mongolen.

### Artikels
- Timothy J. Vance, The Ethymology of Kami, Japanese Journal of Religious Studies 10/4, pg 277-288, 1983

### Internet
- Ito Mikiharu, 20/12/2000, Evolution of the Concept of "Kami", ,  (Laatst geraadpleegd op 21/4/2015)
- Sakamoto Koremaru, 7/7/2007, Introduction: Kami, ,  (Laatst geraadpleegd op 21/4/2015)